# The Royal Tenenbaums
The Royal Tenenbaums is een Amerikaanse tragikomedie uit 2001. De film werd geregisseerd door Wes Anderson, die samen met acteur Owen Wilson het verhaal schreef. Zij werden hiervoor genomineerd voor onder meer een Oscar en een BAFTA Award. Gene Hackman won voor zijn hoofdrol een Golden Globe.

## Verhaal
De film draait om een man genaamd Royal Tenenbaum (Gene Hackman). Hij is getrouwd met Etheline (Anjelica Huston) en samen hebben ze drie kinderen: Chas, Margot (geadopteerd) en Richie. Royal verliest zijn vrouw en kinderen, maar blijft officieel met haar getrouwd. Als hij na jaren terugkomt, leidt dat tot talrijke problemen voor de drie zeer talentvolle kinderen. Margot (Gwyneth Paltrow) en de oudste zoon Richie (Luke Wilson) blijken verliefd op elkaar en de jongste zoon Chas (Ben Stiller), die de dood van zijn vrouw nog niet kan verwerken, probeert uit alle macht zijn twee zoons voor ieder gevaar te beschermen.
Ondertussen denkt Etheline eraan haar accountant Henry Sherman (Danny Glover) te trouwen. Royal verzint de smoes dat hij terminaal ziek is, om zo wat tijd te kunnen doorbrengen met zijn familie en vraagt ze om vergeving. Hij mag in het huis van Etheline verblijven, nadat hij uit zijn hotel wordt geschopt vanwege onbetaalde rekeningen. Chas keurt de komst van zijn vader af en wordt woedend als Royal met zijn zoons bevriend raakt. Ook heeft Royal ruzie met Sherman, die volgens hem zijn vrouw probeert te stelen. Sherman gelooft op zijn beurt weinig van de verhalen van Royal dat hij veranderd is en dat hij ziek is.
Uiteindelijk achterhaalt de waarheid Royal en wordt hij het huis uitgegooid. Hij zegt de beste dagen van zijn leven te hebben gehad en komt een paar dagen later terug met de gewenste scheidingspapieren, zodat Sherman met haar kan trouwen. Bij de bruiloft komt Eli Cash (Owen Wilson), een oude vriend van Richie die verslaafd is, tijdens een slechte trip het huis binnen rijden. Royal kon nog net op tijd Ari en Uzi (zoons van Chas) redden. Even later sterft Royal aan een hartinfarct en op zijn grafsteen staat te lezen dat hij als held is gestorven.

## Trivia
- Anderson was een groot fan van de films van Hackman en een scène waarin hij met een skelter over straat crost, is een verwijzing naar The French Connection.
- Anderson verschijnt zelf twee keer anoniem in de film: als sportverslaggever tijdens een wedstrijd van Richie en als degene die het boek waarin de film zich afspeelt openslaat.
- Het personage Eli Cash parodieert de film Midnight Cowboy.
- Aan het eind van de film zijn de veren van Chas' vogel "Mordecai" wit geworden; in de film proberen ze dit te verklaren door te zeggen dat hij waarschijnlijk een traumatisch ongeluk heeft gehad, terwijl er voor de opnamen eigenlijk drie verschillende vogels zijn gebruikt, omdat er twee weggevlogen waren.

## Rolverdeling
| Acteur               | Personage              |
| -------------------- | ---------------------- |
| Gene Hackman         | Royal Tenenbaum        |
| Anjelica Huston      | Etheline Tenenbaum     |
| Ben Stiller          | Chas Tenenbaum         |
| Gwyneth Paltrow      | Margot Helen Tenenbaum |
| Luke Wilson          | Richie Tenenbaum       |
| Owen Wilson          | Eli Cash               |
| Danny Glover         | Henry Sherman          |
| Bill Murray          | Raleigh St. Clair      |
| Kumar Pallana        | Pagoda                 |
| Seymour Cassel       | Dusty                  |
| Alec Baldwin         | Vertelstem             |
| Grant Rosenmeyer     | Ari Tenenbaum          |
| Jonah Meyerson       | Uzi Tenenbaum          |
| Stephen Lea Sheppard | Dudley Heinsbergen     |
| Kalani Queypo        | stamlid van New Guinea |

## Filmmuziek
| Track | Liedje                                | Artiest                     |
| ----- | ------------------------------------- | --------------------------- |
| 1.    | 111 Archer Avenue                     | Mark Mothersbaugh           |
| 2.    | These Days                            | Nico                        |
| 3.    | String Quartet in F Major             | Ysaÿe Quartet               |
| 4.    | Me and Julio down by the schoolyard   | Paul Simon                  |
| 5.    | Sonata for Cello and Piano in F Minor | The Mutato Muzika Orchestra |
| 6.    | Wigwam                                | Bob Dylan                   |
| 7.    | Look at that old Grizzly Bear         | Mark Mothersbaugh           |
| 8.    | Look at me                            | John Lennon                 |
| 9.    | Lullabye                              | Emitt Rhodes                |
| 10.   | Mothersbaugh's Canon                  | Mark Mothersbaugh           |
| 11.   | Police & Thieves                      | The Clash                   |
| 12.   | Scrapping and Yelling                 | Mark Mothersbaugh           |
| 13.   | Judy is a punk                        | Ramones                     |
| 14.   | Pagoda's Theme                        | Mark Mothersbaugh           |
| 15.   | Needle in the Hay                     | Elliott Smith               |
| 16.   | Fly                                   | Nick Drake                  |
| 17.   | I always wanted to be a Tenenbaum     | Mark Mothersbaugh           |
| 18.   | Christmas Time is here                | Vince Guaraldi Trio         |
| 19.   | Stephanie Says                        | The Velvet Underground      |
| 20.   | Rachel Evans Tenenbaum (1965-2000)    | Mark Mothersbaugh           |
| 21.   | Sparkplug Minuet                      | Mark Mothersbaugh           |
| 22.   | The Fairest of the Seasons            | Nico                        |
| 23.   | Hey Jude                              | The Mutato Muzika Orchestra |